# Valerij Borzov
Valerij Pylypovyč Borzov (in ucraino Валерій Пилипович Борзов?; in russo Валерий Филиппович Борзов?, Valerij Filippovič Borzov; Sambir, 20 ottobre 1949) è un ex velocista sovietico e dirigente sportivo ucraino, campione olimpico dei 100 e 200 metri piani ai Giochi di Monaco di Baviera 1972 e quattro volte campione europeo.
È stato per nove anni il campione europeo in carica dei 100 metri piani, avendo conquistato il titolo in tre edizioni consecutive (1969, 1971 e 1974), nonché sei volte campione europeo indoor dei 60 metri piani tra il 1970 e il 1977. Ha inoltre partecipato a due edizioni dei Giochi olimpici (1972 e 1976), vincendo complessivamente cinque medaglie (due ori, un argento e due bronzi).

## Biografia
Nato nella città di Sambir, all'epoca facente parte della Repubblica Socialista Sovietica Ucraina, Borzov esordì nel 1968. Nel 1969 conquistò il suo primo titolo internazionale, vincendo la medaglia d'oro nei 100 m piani agli Europei di Atene. Due anni più tardi si ripeté agli Europei di Helsinki, vincendo sia i 100 che i 200 m piani e stabilendo in entrambe le specialità il record dei campionati.
L'anno successivo partecipò ai Giochi olimpici di Monaco di Baviera 1972, vincendo con relativa facilità la medaglia d'oro nei 100 m piani con il tempo di 10"14, dopo aver stabilito nei quarti di finale il record europeo della specialità con 10"07. Non mancò chi sostenne che la vittoria di Borzov fu agevolata in maniera determinante dall'assenza in finale di due degli sprinter statunitensi (Eddie Hart e Reynaud Robinson, entrambi capaci di correre in 9"9 con cronometraggio manuale) dati tra i favoriti della vigilia, che erano stati clamorosamente eliminati per non essersi presentati puntuali alla partenza di quarti di finale.
Borzov smentì tutti gli scettici e confermò la sua superiorità pochi giorni dopo sui 200 m piani, fermando il cronometro a 20 secondi netti (nuovo record europeo, superato nel 1979 da Pietro Mennea) e bissando la medaglia d'oro dei 100 m. Nella stessa rassegna olimpica vinse anche la medaglia d'argento con la squadra sovietica nella staffetta 4×100 m, alle spalle del quartetto statunitense che stabilì nell'occasione il nuovo record mondiale della specialità.
Nei quattro anni seguenti Borzov dedicò molto del suo tempo agli studi, ma ciò non gli impedì di conquistare il suo terzo titolo europeo dei 100 m piani ai campionati di Roma 1974, precedendo nell'occasione il futuro campione europeo Pietro Mennea.

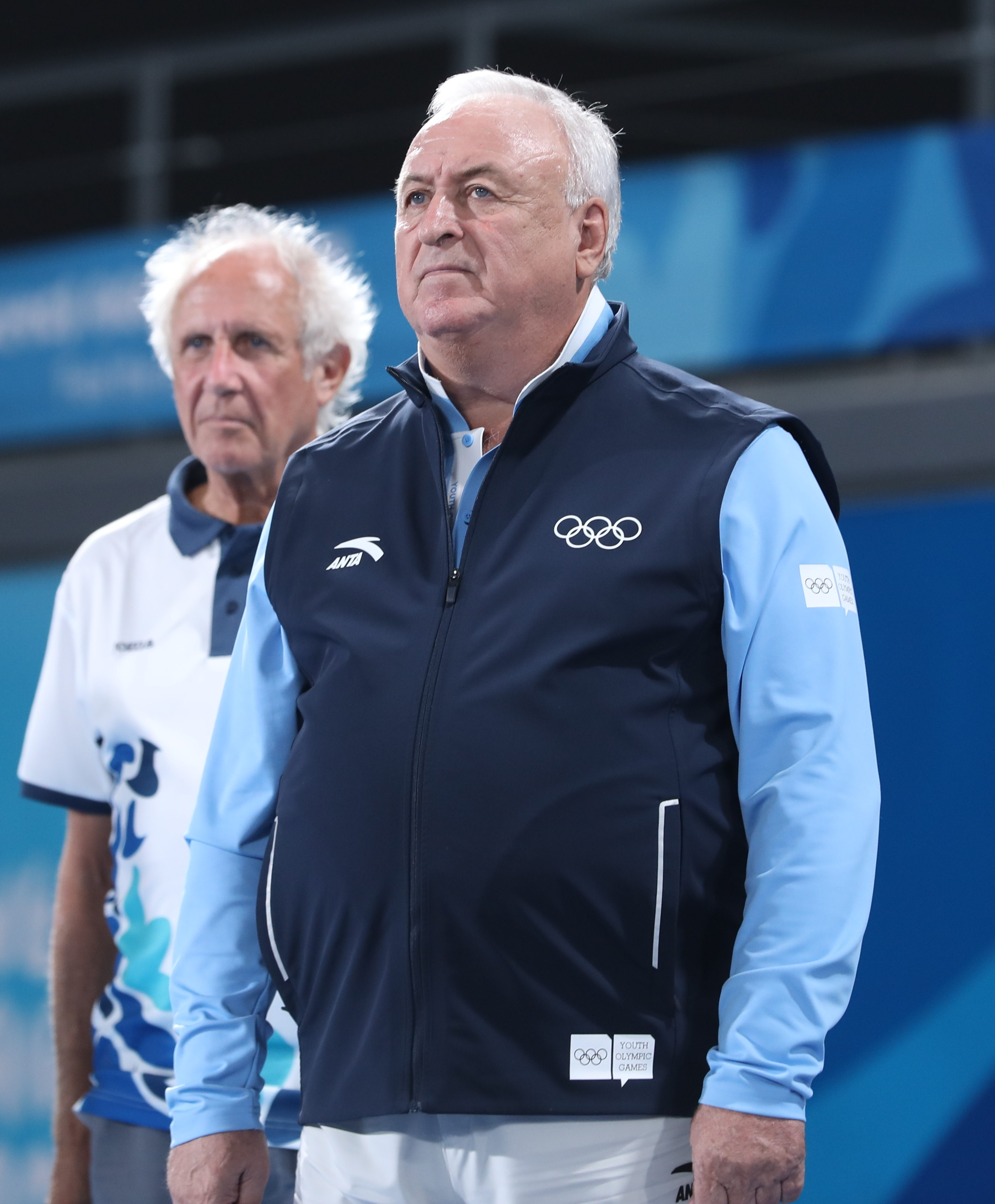
Borzov nel 2018.

Nel 1976 si presentò ai Giochi olimpici di Montréal in ritardo di preparazione a causa di un infortunio alla coscia. Riuscì comunque ad aggiudicarsi la medaglia di bronzo sia nella gara individuale dei 100 m piani, dietro al trinidadiano Hasely Crawford e al giamaicano Don Quarrie, sia nella staffetta 4×100 m, portando così a cinque il totale delle medaglie olimpiche vinte in carriera. Al suo ricco palmarès vanno aggiunti ben sette titoli di campione europeo indoor, conquistati tra il 1970 e il 1977 nella specialità dei 60 m piani (50 m piani nel 1972).
Nel 1978 dovette affrontare un infortunio al tendine di Achille, ottenendo un deludente ottavo posto nei 100 m piani agli Europei di Praga e perdendo il titolo di campione europeo della specialità, che deteneva da nove anni, in favore di Pietro Mennea. A causa del perdurare dell'infortunio, Borzov fu costretto ad abbandonare le gare nel 1979, rinunciando così a partecipare ai Giochi olimpici di Mosca 1980.

### Dopo il ritiro
Dal 1979 al 1986 Borzov ha fatto parte dell'organizzazione giovanile comunista Komsomol. Dopo la dissoluzione dell'Unione Sovietica ha ricoperto la carica di Ministro per la gioventù e lo sport nel governo ucraino e dal 1998 al 2006 è stato membro del parlamento ucraino. Dal 1991 al 1998 è stato presidente del Comitato Olimpico Nazionale Ucraino, mentre dal 1996 al 2012 ha presieduto la federazione ucraina di atletica leggera. Dal 1994 è inoltre membro del Comitato Olimpico Internazionale.
Nel 1977 ha sposato la quattro volte campionessa olimpica di ginnastica artistica Ljudmila Turiščeva.

## Palmarès
| Anno | Manifestazione  | Sede          | Evento      | Risultato | Prestazione | Note                  |
| ---- | --------------- | ------------- | ----------- | --------- | ----------- | --------------------- |
| 1969 | Europei indoor  | Belgrado      | 50 m piani  | Argento   | 5"8         |                       |
| 1969 | Europei         | Atene         | 100 m piani | Oro       | 10"4        |                       |
| 1969 | Europei         | Atene         | 4×100 m     | Argento   | 39"3        |                       |
| 1970 | Europei indoor  | Vienna        | 60 m piani  | Oro       | 6"6         |                       |
| 1971 | Europei indoor  | Sofia         | 60 m piani  | Oro       | 6"6         |                       |
| 1971 | Europei         | Helsinki      | 100 m piani | Oro       | 10"26       | Record dei campionati |
| 1971 | Europei         | Helsinki      | 200 m piani | Oro       | 20"30       | Record dei campionati |
| 1972 | Europei indoor  | Grenoble      | 50 m piani  | Oro       | 5"75        |                       |
| 1972 | Giochi olimpici | Monaco        | 100 m piani | Oro       | 10"14       |                       |
| 1972 | Giochi olimpici | Monaco        | 200 m piani | Oro       | 20"00       | Record europeo        |
| 1972 | Giochi olimpici | Monaco        | 4×100 m     | Argento   | 38"50       |                       |
| 1974 | Europei indoor  | Göteborg      | 60 m piani  | Oro       | 6"58        | Record dei campionati |
| 1974 | Europei         | Roma          | 100 m piani | Oro       | 10"27       |                       |
| 1974 | Europei         | Roma          | 4×100 m     | 4º        | 39"03       |                       |
| 1975 | Europei indoor  | Katowice      | 60 m piani  | Oro       | 6"59        |                       |
| 1976 | Europei indoor  | Monaco        | 60 m piani  | Oro       | 6"58        |                       |
| 1976 | Giochi olimpici | Montréal      | 100 m piani | Bronzo    | 10"14       |                       |
| 1976 | Giochi olimpici | Montréal      | 200 m piani | Batteria  | dns         |                       |
| 1976 | Giochi olimpici | Montréal      | 4×100 m     | Bronzo    | 38"78       |                       |
| 1977 | Europei indoor  | San Sebastián | 60 m piani  | Oro       | 6"59        |                       |
| 1978 | Europei         | Praga         | 100 m piani | 8º        | 10"55       |                       |

## Filmografia
- Pietro Mennea - La freccia del Sud, regia di Ricky Tognazzi - miniserie TV con Marius Bizău nei panni di Valerij Borzov (2015)